# Andy Kaufman

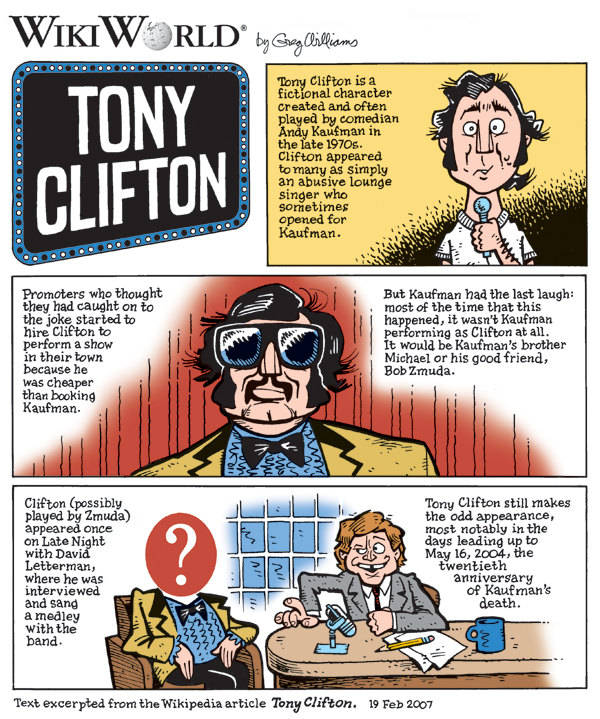
Tony Clifton Cartoon. Het personage Tony Clifton is een idee van Kaufman.

Andrew Geoffrey Kaufman (New York, 17 januari 1949 – Los Angeles, 16 mei 1984) was een Amerikaanse entertainer. Hoewel velen hem zagen als een komiek, noemde Kaufman zichzelf liever een ‘song-and-dance-man’ waar hij aan toevoegde dat hij nog nooit in zijn leven een grap heeft verteld.
Hij begon als stand-upcomedian, maar werd populair bij het grote publiek als Latka in de sitcom Taxi, waarin hij samenspeelde met onder meer Danny DeVito en Judd Hirsch.
Zijn bekendheid begon met een optreden tijdens de eerste aflevering van Saturday Night Live, waar hij een plaat opzette met de begintune van Mighty Mouse en alleen de teksten van Mighty Mouse playbackte. Zijn liveoptredens vielen vaak in de smaak, zoals de keer dat hij na zijn optreden bussen had klaarstaan om alle toeschouwers naar een school te voeren, waar ze getrakteerd werden op “milk and cookies”. Zijn bekendste typetje werd “the foreign man”, een zielig mannetje, afkomstig van Caspiar (een fictief eiland in de Kaspische Zee), die tenenkrommend slechte imitaties deed van onder andere Archie Bunker, Richard Nixon of Ed Sullivan. Wanneer hij bijvoorbeeld aangaf dat hij Jimmy Carter, de president van de Verenigde Staten, zou nadoen zei hij met hetzelfde typische ‘Foreign Man’-stemmetje: “Hello. I am Jimmy Carter, the president of the United States”. Zijn laatste imitatie was steevast die van Elvis Presley. En terwijl het publiek weer zo'n letterlijke imitatie verwachtte, kleedde Kaufman zich snel om en bracht hij z'n haren in model. Als hij zich dan omdraaide, stond daar een geweldig lijkende Elvis-imitatie. Zo goed zelfs, dat de echte King later zou zeggen dat hij Kaufman de beste Elvis-imitator vond.
Het ‘Foreign Man’-typetje zou later evolueren in Latka uit Taxi. Alhoewel hem creatieve vrijheid was beloofd in de rol van Latka, voelde Kaufman de beperkingen van de rol en kreeg hij een hekel aan de serie en de rol.
R.E.M. schreef een muzieknummer over hem voor hun album Automatic for the People: Man on the Moon. Kaufmans levensverhaal is verfilmd door Miloš Forman in de film Man on the Moon, waarin Jim Carrey de rol van Kaufman vertolkt. Beiden verjaren ook op dezelfde dag, namelijk 17 januari. Judd Hirsch, Christopher Lloyd en vele andere acteurs vertolkten hun originele rollen uit Taxi.
Kaufman stierf op 35-jarige leeftijd aan longkanker, maar door zijn vele bizarre optredens die daaraan voorafgingen twijfelden veel mensen aan zijn dood. Op 16 mei 2004 vierden een aantal vrienden een “Welkom terug Andy”-feest, omdat hij eens had gegrapt dat hij twintig jaar na zijn dood zou terugkeren. Ook Tony Clifton, een door Kaufman gecreëerd personage, was op dit feest aanwezig. In 2023, inmiddels bijna veertig jaar na zijn dood, kreeg Kaufman een ster op de Hollywood Walk of Fame.

## Filmografie
- The Midnight Special (televisieserie) – zichzelf (aflevering 19 augustus 1972)
- The Dean Martin Comedy World (televisieserie) – zichzelf (aflevering 6 juni 1974)
- The Joe Franklin Show (televisieserie) – zichzelf (aflevering 20 juni 1974)
- Van Dyke and Company (televisiefilm, 1975) – artiest
- Saturday Night Live (televisieserie) – verschillende rollen (6 afleveringen, 1975-1982)
- Van Dyke and Company (televisieserie) – artiest (1976)
- God Told Me To (1976) – politieman
- Dinah! (televisieserie) – buitenlandse man (aflevering 17 januari 1977)
- Stick Around (televisiefilm, 1977) – Andy, de robot
- Redd Foxx (televisieserie) – zichzelf (aflevering 15 september 1977)
- The Tonight Show Starring Johnny Carson (televisieserie) – zichzelf (afleveringen van 23 juni 1976, 21 januari 1977, 3 maart 1977 en 20 februari 1978)
- The Mike Douglas Show (televisieserie) – zichzelf (aflevering 11 april 1978)
- The Dating Game (televisieserie) – deelnemer (aflevering 21 november 1978)
- Live Wednesday (televisieserie) – zichzelf (aflevering 29 november 1978)
- Cher...and Other Fantasies (televisiefilm, 1979) – zichzelf
- The Tomorrow Show (televisieserie) – zichzelf (aflevering 20 augustus 1979)
- Dinah! (televisieserie) – Tony Clifton (aflevering 19 september 1979)
- Andy's Funhouse (televisiefilm, 1979) – zichzelf/Latka Gravas/Tony Clifton
- The Merv Griffin Show (televisieserie) – zichzelf (afleveringen van 13 december 1979 en 25 januari 1980)
- Andy Kaufman Plays Carnegie Hall (video, 1980) – zichzelf
- In God We Tru$t (1980) – Armageddon T. Thunderbird
- The Midnight Special (televisieserie) – zichzelf (aflevering 23 januari 1981)
- Fridays (televisieserie) – gastpresentator (afleveringen 2.20, 2.21 en 3.1, 1981)
- Good Morning America (televisieserie) – zichzelf (28 oktober 1981)
- Heartbeeps (1981) – Val
- An Evening at the Improv (televisieserie) – zichzelf (aflevering 1.5, 1982)
- Good Morning America (televisieserie) – zichzelf (aflevering 14 april 1982)
- The John Davidson Show (televisieserie) – zichzelf (aflevering 15 april 1982)
- Hour Magazine (televisieserie) – zichzelf (aflevering 7 mei 1982)
- The Fantastic Miss Piggy Show (televisiefilm, 1982) – Tony Clifton
- Catch a Rising Star's 10th Anniversary (televisiefilm, 1982) – zichzelf/comediant
- Late Night with David Letterman (televisieserie) – zichzelf (11 afleveringen, 1982-1983)
- Taxi (televisieserie) – Latka Gravas/Vic Ferrari (114 afleveringen, 1978-1983)
- Rodney Dangerfield: I Can't Take It No More (televisiefilm, 1983) – Dr. Vinnie Boombatz (niet op aftiteling)
- My Breakfast with Blassie (televisiefilm, 1983) – zichzelf
- Elayne Boosler: Party of One (televisiefilm, 1985) – zichzelf (stem)
- I'm from Hollywood (1989) – zichzelf